# B68 Toftir
Il B68 Toftir (nome completo: Tofta Ítróttarfelag, squadra di calcio di Toftir), è una società calcistica faroese con sede nella città di Toftir. I suoi colori sociali sono il rosso e il nero.
Dopo la prima promozione in Premier League nel 1980, hanno vinto il campionato faroense per tre volte (1984, 1985 e 1992). Nel 2004 sono stati retrocessi, ma al termine della stagione successiva hanno riconquistato la Formuladeildin. Persa nuovamente nel 2006, il B68 ha chiuso la stagione 2007 in 1. deild al primo posto conquistando così nuovamente la massima serie. Retrocesso al termine della Formuladeildin 2012. Immediatamente riottenuta la promozione nella stagione successiva, il suo percorso in massima serie durerà soltanto un anno, retrocedendo al termine della Formuladeildin 2014.
Nella stagione 2020 si classifica quarto in 1.Deild 2020, garantendosi la possibilità di sfidare l'AB Argir nello spareggio promozione/retrocessione, che vincerà per 3-2 dopo i tempi supplementari e centrando la promozione nella massima divisione Faroese a sei anni dall'ultima partecipazione.

## Strutture

### Stadio
Lo stadio di casa del B68 Toftir è lo Svangaskarð. Con circa 6000 posti, è lo stadio più grande di tutte le Isole Faer Oer ed ha ospitato a lungo gli incontri della Nazionale di calcio delle Fær Øer.

## Formazione Riserve
Il B68 ha una formazione riserve attualmente militante in 2. deild. La formazione riserve non può militare nella stessa competizione della formazione principale né prende parte alla Coppa delle isole Fær Øer.

## Palmarès

### Competizioni nazionali
- Formuladeildin: 3

1984, 1985, 1992
- 1. deild: 4

1980, 2005, 2007, 2013

### Altri piazzamenti
- Coppa delle Fær Øer:

Finalista: 2023
Semifinalista: 2025

## Statistiche

### Partecipazione alle coppe europee
Sono state 12 le gare europee in cui ha preso parte il B68.

## Rosa
Aggiornata al 4 aprile 2021
| N. |                     | Ruolo | Calciatore         |
| -- | ------------------- | ----- | ------------------ |
| 1  | Norvegia (bandiera) | P     | Erlend Jacobsen    |
| 2  | Fær Øer (bandiera)  | C     | Høgni Madsen       |
| 3  | Fær Øer (bandiera)  | D     | Ari Johannesen     |
| 5  | Fær Øer (bandiera)  | D     | Aleksandur Jensen  |
| 6  | Fær Øer (bandiera)  | D     | Leivur Højgaard    |
| 7  | Fær Øer (bandiera)  | A     | Andri Benjaminsen  |
| 8  | Polonia (bandiera)  | C     | Chris Jastrzembski |
| 9  | Fær Øer (bandiera)  | A     | Steffan Løkin      |
| 10 | Polonia (bandiera)  | C     | Łukasz Cieślewicz  |
| 11 | Fær Øer (bandiera)  | C     | Bardur Jensen      |
| 14 | Fær Øer (bandiera)  | C     | Karstin Clementsen |
| 15 | Fær Øer (bandiera)  | A     | Esmar Clementsen   |
| 16 | Fær Øer (bandiera)  | D     | Petur Petersen     |
| 17 | Fær Øer (bandiera)  | D     | Fridi Petersen     |

| N. |                      | Ruolo | Calciatore              |
| -- | -------------------- | ----- | ----------------------- |
| 18 | Fær Øer (bandiera)   | D     | Helgi Johannesen        |
| 21 | Danimarca (bandiera) | P     | Joakim Jürs             |
| 22 | Fær Øer (bandiera)   | A     | Búi í Hjöllum           |
| 23 | Fær Øer (bandiera)   | C     | Jann Ingi Petersen      |
| 24 | Fær Øer (bandiera)   | C     | Aki Johannesen          |
| 25 | Fær Øer (bandiera)   | C     | Aron Reinert Hansen     |
| 26 | Fær Øer (bandiera)   | A     | Hjarnar Johansen        |
| 27 | Fær Øer (bandiera)   | C     | Jakup Højgaard          |
| 28 | Fær Øer (bandiera)   | C     | Hilmar à Regni Højgaard |
| 42 | Fær Øer (bandiera)   | D     | Tonni Thomsen           |
| 48 | Fær Øer (bandiera)   | P     | Frodi Jensen            |
|    | Fær Øer (bandiera)   | D     | Hjalti Strømsten        |
|    | Fær Øer (bandiera)   | C     | Jannik Olsen            |
|    | Fær Øer (bandiera)   | C     | Davur Hansen            |